# Jessica Dubé
Jessica Dubé (Drummondville, 29 oktober 1987) is een Canadees voormalig kunstschaatsster die uitkwam als paarrijdster. Dubé nam met haar schaatspartner Bryce Davison deel aan twee edities van de Olympische Winterspelen: Turijn 2006 en Vancouver 2010. Dubé en Davison, drievoudig Canadees kampioen, wonnen in 2008 de bronzen medaille bij de wereldkampioenschappen.

## Biografie

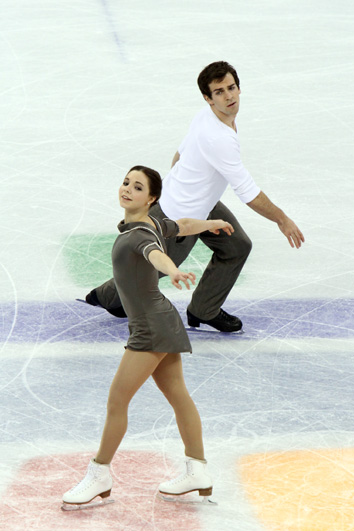
Dubé en Davison op de Olympische Winterspelen 2010

Dubé begon op vierjarige leeftijd met kunstschaatsen. Ze leste in haar jeugd altijd samen met haar oudere zus Veronique. Jessica stapte op een gegeven moment over op het paarrijden. Met haar eerste schaatspartner Samuel Tetrault werd ze in 2003 negende bij de WK voor junioren. Tot en met 2011 bleef ze op de Canadese nationale kampioenschappen echter ook altijd nog in actie komen als soloschaatsster.
In juli 2003 werd Dubé gekoppeld aan kunstschaatser Bryce Davison. Ze namen twee keer deel aan de WK voor junioren (2004, 2005) en wonnen beide keren de zilveren medaille. In het seizoen 2005/06 maakten ze hun debuut bij de senioren. Dubé en Davison wisten zich hierin gelijk te kwalificeren voor de Olympische Winterspelen in Turijn en werden er tiende. Op de daaropvolgende wereldkampioenschappen werden ze zevende. Ze herhaalden deze prestatie op de WK's van 2007 en van 2009. Bij de tussenliggende wereldkampioenschappen veroverden Dubé en Davison de bronzen medaille.
Het duo won op de 4CK van 2009 de zilveren medaille en werd zesde bij zowel de WK van 2010 als de Olympische Winterspelen in Vancouver. In maart 2011 brak Dubé met Davison, die enige tijd ook haar liefdespartner was. Hierna schaatste ze met Sébastien Wolfe. In 2013 stopte ze met schaatsen.

## Belangrijke resultaten
2001-2003 met Samuel Tetrault, 2003-2011 met Bryce Davison, 2011-2013 met Sébastien Wolfe
| Kampioenschap                | 01/02          | 02/03    |        | 03/04  | 04/05         | 05/06         | 06/07         | 07/08         | 08/09         | 09/10         | 10/11         |               | 11/12         | 12/13 |
| ---------------------------- | -------------- | -------- | ------ | ------ | ------------- | ------------- | ------------- | ------------- | ------------- | ------------- | ------------- | ------------- | ------------- | ----- |
| Olympische Spelen            |                |          |        |        | 10e           |               |               |               | 6e            |               |               |               |               |       |
| Wereldkampioenschap          |                |          |        |        | 7e            | 7e            | Brons         | 7e            | 6e            |               | 12e           |               |               |       |
| Viercontinentenkampioenschap |                |          |        |        |               | t.z.t.        |               | Zilver        |               |               | 8e            |               |               |       |
| Grand Prix-finale            |                |          |        |        |               |               | 4e            |               |               |               |               |               |               |       |
| Nationaal kampioenschap      |                |          |        |        | · 8e (*)      | · t.z.t. (*)  | · 6e (*)      | Goud          | Goud          | 6e (*)        | Zilver        | t.z.t.        |               |       |
| WK junioren                  |                | 9e       | Zilver | Zilver | geen deelname | geen deelname | geen deelname | geen deelname | geen deelname | geen deelname | geen deelname | geen deelname | geen deelname |       |
| Junior Grand Prix-finale     | 6e             | Zilver   | Goud   | t.z.t. | geen deelname | geen deelname | geen deelname | geen deelname | geen deelname | geen deelname | geen deelname | geen deelname | geen deelname |       |
| NK junioren                  | (**) · (*, **) | · 5e (*) | · (*)  | t.z.t. | geen deelname | geen deelname | geen deelname | geen deelname | geen deelname | geen deelname | geen deelname | geen deelname | geen deelname |       |

(*) solo, bij de vrouwen / (**) bij de novice / t.z.t. = trok(ken) zich terug